# Shiv Dayal Batish
Pandit Shiv Dayal Batish (* 14. Dezember 1914 in Patiala; † 29. Juli 2006 in Santa Cruz, Kalifornien) war ein indischer Musiker, bekannt für Weltmusik und Filmmusiken.
S. D. Batish war das älteste von vier Kindern. Seit 1936 war er einer der wichtigsten Vertreter der indischen Musik, die in Europa und in den USA oft unter der Genrebezeichnung Weltmusik subsumiert wird. Er beherrschte verschiedene Gesangs- und Instrumentalstile der nordindischen Musiktradition (Hindustanische Musik), darunter Bhajans, Geet, Thumri, Ghazals, Filmsongs. Außerdem gestaltete er eine Reihe von Filmen, die als Klassiker des indischen Kinos gelten, darunter Betab, Bahu Beti, Toofan, Harjeet, Tipu Sultan, Ham Bhi Kuch Kam Nahin und Amar Keertan. Er schrieb für sich und andere, darunter die Hits Pagadi Sambhal Jatta, Khamosh Nigahen und Aakhen Kehe Gayi Dil Ki Baat.
1964 ließ sich Batish in England nieder. 1965 wurde seine Musik in dem Beatles-Film Hi-Hi-Hilfe! verwendet. 1970 zog Shiv Dayal Batish nach Kalifornien, um an der University of California in Santa Cruz Musik zu unterrichten. Seine Produktivität ist legendär: über 5000 Songs, Filme, Bücher, Schulungsvideos, Notenbücher, Partituren, neue Instrumente und Lebensweisheiten sollen auf ihn zurückgehen. 1974 gründete er das Batish Institute of Indian music and Fine Arts in Santa Cruz. 
Am 29. Juli 2006 starb Pandit Shiv Dayal Batish nach längerer Krankheit im Alter von 91 Jahren. Batish hinterließ eine Ehefrau und fünf Kinder.